# 제이컵 크루즈
제이컵 앤토니오 크루즈(Jacob Antonio Cruz, 1973년 1월 28일 ~ )는 미국의 야구 선수이자, 전 미국 프로 야구 샌프란시스코 자이언츠의 선수이다.

## 미국 프로야구 시절
1994년 7월 6일 샌프란시스코 자이언츠 계약에 체결하였다. 그 후 1996년 7월 18일 메이저 리그 데뷔전을 치른다.
1998년 마이너 리그로 강등이 되고 몆개월 후 다시 메이저 리그로 승격하였다. 시즌 중반 정도에 클리블랜드 인디언스로 팀을 옮겼고 2001년 다시 마이너 리그로 강등 그리고 다시 메이저 리그로 승격하여 콜로라도 로키스로 이적하였으며 2002년 디트로이트 타이거스와 계약을 체결한다. 2004년에 신시내티 레즈로 이적한다. 2006년 4월 14일에 신시내티 레즈에서  방출이 되고 2006년 5월 30일 뉴욕 메츠와 마이너 리그 계약을 체결한다. 그 후 대한민국 프로야구 한화 이글스로 이적한다.

## 한국 프로야구 시절

### 한화 이글스시절
한화 이글스에서 0.321의 타율 22개의 홈런을 기록하고 2008년 삼성 라이온즈로 이적하였다.

### 삼성 라이온즈시절
삼성 라이온즈에서 부진을 면치 못하고 퇴출당하였다.

## 대만 프로야구 시절
2009년 라뉴 베어스와 계약을 체결하였다.

## 야구선수 은퇴 후
2010년부터 애리조나 다이아몬드백스에서 타격코치를 맡고 있다.